# Li Yuanchao
Li Yuanchao, in cinese: 李源潮 (Lianshui, 20 novembre 1950), è un politico cinese, dal 14 marzo 2013 al marzo 2018 Vicepresidente della Repubblica Popolare Cinese.